# 赤木クロ
赤木 クロ（あかぎ クロ）は、日本のコスプレイヤー、漫画家、日本プロ麻雀連盟所属のプロ雀士。

## 経歴

### コスプレイヤーデビュー
コスプレイヤーに興味があったが、1人でやることを躊躇していた。友人に誘われたことをきっかけに、コスプレイヤーとして活動を開始。友人とともに準備を行うことで、ハードルが下がり、楽しみながら始められたという。最初にしたコスプレは『新世紀エヴァンゲリオン』の綾波レイ。
2019年、『週刊ヤングジャンプ』（集英社）12号の企画「コスって掴めYJ登場権！第一次 コスプレ大戦 〜Costume War〜」にて、グラビアを掲載。
2021年3月時点では月に1、2回ほどの頻度で撮影に行き、年間20回くらいコスプレを行っている。

### 漫画家デビュー
元々漫画を読むことが大好きだった赤木は、コミックマーケットやオンリーイベントなどにて同人誌を購入していたが、自身で描くことは考えたこともなかった。しかしイベントでサークルの売り子を手伝った際、「私にも描けるんじゃないか」と考えた赤木は、漫画を描くことを知人に相談したところ、赤木の「集中力がある点」、「締切りを守れる点」から「漫画を描くことに向いているのではないか」と言われた。そこで絵を描くことが久々であったり、初の漫画制作であるため調べたりと、苦労しながら試行錯誤しつつ、初めての作品を制作した。そのため、本ができあがった際には嬉しくなり、「イベントごとに一冊は出そう」と決意を固めた。続けたところ、読者が増え、それが励みとなったという。赤木は「自身の頭の中にあるアイディアが形になるのはとても楽しい」と考えており、それも「漫画を描くことにのめり込んだ大きな理由」であると話している。また、田中圭一の『うつヌケ～うつトンネルを抜けた人たち～』を読んでエッセイ漫画に魅了された赤木は、2018年より、Twitter（現X）にてアスペルガー症候群で苦労した子供時代の実体験をモチーフにした『アスペちゃん』の連載を開始した。
ある出版社より、成人向け商業誌掲載の話がくるも、ネームをしっかりと見てもらえずに全ボツとなる。その話は流れてしまったが、全ボツのネームを気に入っていた赤木は、別の出版社に持ち込みを行い、作品を掲載。2019年7月、『COMIC X-EROS #79 新装刊号』（ワニマガジン社）にて成人向け商業誌でのデビューにこぎつけた。その後、何作か執筆。赤木の漫画を読んだ編集者から連絡を受け、打ち合わせや書き直しを経て2021年、『近代麻雀』（竹書房）4月号に『麻雀したい先輩とコスプレしちゃう後輩ちゃん』を掲載し、一般誌でのデビューを果たす。コスプレに関する漫画は、コスプレを活かせる作品を描きたいと考えたことにより制作されており、コスプレイヤーの時の経験が活かされている。2022年12月、同誌2023年1月号よりコスプレイヤーがプロ雀士になる作品『こすぷろ！』の連載を開始。

### プロ雀士として活動開始
もともと麻雀漫画が好きだった赤木は、『アカギ 〜闇に降り立った天才〜』などから知識はあった。友人から麻雀の集まりに勧誘されたことがきっかけで、初めて実戦を意識したという。『雀魂』のプレイや、雀荘にも行きプレイをしていた。
2022年に日本プロ麻雀連盟の試験に合格。プロ雀士としての活動もしている。

## 人物
コスプレにおいて、事前にウィッグや衣装を着用しておき、細部のチェックや不足を確認することを大事にしている。
漫画制作は土日にコスプレの撮影やイベントなどがあることを考慮しながら、締め切りまでに1日何ページ描くかなど、目標を決めてタスクを手帳に書いて、スケジュールを組んでいる。
影響を受けた漫画に福本伸行の『アカギ 〜闇に降り立った天才〜』、大場つぐみと小畑健の『DEATH NOTE』、永井豪の『デビルマン』、平野耕太の『HELLSING』、古屋兎丸の『ライチ☆光クラブ』を挙げている。赤木は「ダークな世界観のものや、バッドエンドのものが好き」だと話している。
『赤木クロ』の名前は『アカギ 〜闇に降り立った天才〜』と、黒色が好きなことから名付けた。

## 作品リスト

### 漫画作品
- 麻雀したい先輩とコスプレしちゃう後輩ちゃん（『近代麻雀』2022年4月号[5]） - 一般誌デビュー作[1]。
- こすぷろ！（『近代麻雀』2023年1月号[6] - 連載中）

## 出演

### ウェブテレビ
- 発注歓迎!リベンジャーズ（2018年、ABEMA）

### 雑誌
- 『週刊ヤングジャンプ』2019年12号 - 「コスって掴めYJ登場権！第一次 コスプレ大戦 〜Costume War〜」企画グラビア掲載[2]。